# Алутагузе (волость)
А́лута́гузе (эст. Alutaguse vald) — волость в Эстонии, в составе уезда Ида-Вирумаа. Образована в 2017 году. Административный центр — посёлок Ийзаку.

## География
Волость Алутагузе расположена на востоке Ида-Вирумаа, имеет границу с Ленинградской областью России, проходящую около 30 км по реке Нарве. Соседи на севере — волости Люганузе, Тойла, Йыхви и города Кохтла-Ярве и Нарва-Йыэсуу, на западе — волость Винни, на юго-востоке — волость Муствеэ. На юге границей волости является почти 35 километров берега Чудского озера. Северо-восток волости является самым богатым озёрами регионом Эстонии: на 30 км² расположены 42 озера, самые большие из которых — Консу, Яала, Куртна, Сууръярв, Имату, Ратва и Пухату.
Площадь волости — 1458,87 км² (самое большое самоуправление материковой Эстонии), плотность населения на 1 января 2024 году составила 2,8 чел./км² (самое малонаселённое).
Почти две трети внесённых в кадастр угодий составляют леса (59 %, 85 670 гектаров), возделываемая земля составляет только 8 % (12 113  га) и природные луга — 4 % от площади волости. Большую часть территории составляют природоохранные зоны: заповедники Алгусалу, Мурака, Пухату и Селисоо и природные парки Ийзаку, Йыуга, Ярвевялья, Куртна, Мяэтагузе, Смольница и Струуга. Основные виды полезных ископаемых: горючий сланец и торф.
Самыми важными дорогами волости являются основное шоссе Йыхви—Тарту—Валга и вспомогательные шоссе Йыхви—Васкнарва, Ийзаку—Тудулинна—Авинурме и Раквере—Раннапунгерья.

## История
Волость Алутагузе была создана 24 октября 2017 года в результате административно-территориальной реформы путём слияния волостей Алайыэ, Ийзаку, Иллука, Мяэтагузе и Тудулинна. Административным центром волости является посёлок Ийзаку.
Русское название исторической волости Алутагузе во времена Российской империи — волость Саллентак (нем. Sallentack, Gemeinde).

## Символика
Герб: на синем щите в центре золотая ежевика.

Флаг: В середине синего полотнища золотая ежевика, её размер составляет треть ширины флага; соотношение ширины и длины флага 7:11, его нормальные размеры — 165×105 см.
Синий цвет символизирует большое число расположенных на территории волости водоёмов и, прежде всего, Чудское озеро. Золотая ежевика символизирует изобилие лесов и болот, богатства природы и животного мира. Структура ежевики символизирует многообразие местных культурных традиций. Пять чашелистиков ежевики отсылают к пяти объединившимся самоуправлениям. Золотой цвет — символ надежды и богатства. Золотая ежевика — как солнце, что поднимается для Эстонии со стороны Алутагузе. При необходимости вместо золотого используется жёлтый цвет.

## Населённые пункты
В составе волости 2 посёлка и 73 деревни.
Посёлки: Ийзаку, Мяэтагузе.

Деревни: Агусалу, Алайыэ, Аллику, Апандику, Арукюла, Арвила, Атсалама, Вайкла, Варесметса, Вазавере, Васкнарва, Выхма, Выйде, Вырну, Вяйке-Пугерья, Иллука, Имату, Йыэтагузе, Йыуга, Каатерму, Кайдма, Калина, Камарна, Карьямаа, Кароли, Касевялья, Катазе, Каукси, Келлассааре, Кийкла, Кивинымме, Колдамяэ, Консу, Кунингакюла, Куремяэ, Куру, Куртна, Леммаку, Лийвакюнка, Липнику, Лыпе, Метскюла, Мяэтагузе, Охаквере, Онгассааре, Оонурме, Пагари, Перессааре, Пермискюла, Пикати, Поотсику, Пухату, Раякюла, Раннапунгерья, Ратва, Раусвере, Ремнику, Роостоя, Сахаргу, Смольница, Сырумяэ, Сяллику, Тагайыэ, Тага-Роостоя, Тамметагузе, Таракузе, Тудулинна, Тяривере, Ухе, Уускюла, Эдивере, Эреда, Яама.
До 2019 года населённый пункт Тудулинна имел статус посёлка.

## Демография по данным Регистра народонаселения
По данным Регистра народонаселения, который ведёт Министерство внутренних дел Эстонии, по состоянию на 1 января 2018 года численность населения волости составляла 4920 человек. За период 2013—2018 годов число жителей волости уменьшилось на 289 человек. Население волости постоянно сокращается и стареет. Естественный прирост населения и сальдо миграции в волости негативные. За период 2003—2017 годов в среднем в год рождались 49 детей и умирали 79 человек. Число пожилых людей растёт как в абсолютном, так и в относительном значении, что характерно для большей части Эстонии. При сохранении имевшейся к 2018 году динамики расчётное число жителей волости к 2030 году составит 4200 человек.

## Данные Департамента статистики
Данные Департамента статистики Эстонии о волости Алутагузе:
Число жителей на 1 января каждого года:
| Год  | 2015 | 2016   | 2017   | 2018   | 2019   | 2020   | 2021   | 2022   | 2023   | 2024   |
| ---- | ---- | ------ | ------ | ------ | ------ | ------ | ------ | ------ | ------ | ------ |
| Чел. | 5009 | ↘ 4974 | ↘ 4917 | ↘ 4818 | ↘ 4714 | ↘ 4680 | ↗ 4682 | ↘ 4167 | ↗ 4176 | ↘ 4077 |

Число рождений (живорождённых):
| Год  | 2015 | 2016 | 2017 | 2018 | 2019 | 2020 | 2021 | 2022 | 2023 |
| ---- | ---- | ---- | ---- | ---- | ---- | ---- | ---- | ---- | ---- |
| Чел. | 53   | ↘ 46 | → 46 | ↘ 33 | ↗ 35 | ↗ 42 | ↘ 32 | ↘ 20 | ↗ 22 |

Число умерших:
| Год  | 2015 | 2016 | 2017 | 2018 | 2019 | 2020 | 2021 | 2022 | 2023 |
| ---- | ---- | ---- | ---- | ---- | ---- | ---- | ---- | ---- | ---- |
| Чел. | 74   | ↗ 75 | ↘ 74 | ↗ 94 | ↘ 79 | ↗ 90 | ↘ 86 | ↘ 82 | ↗ 89 |

Зарегистрированные безработные*:
| Год  | 2016 | 2017 | 2018 | 2019 | 2020 | 2021 | 2022 | 2023 |
| ---- | ---- | ---- | ---- | ---- | ---- | ---- | ---- | ---- |
| Чел. | 128  | 144  | 143  | 151  | 176  | 207  | 172  | 191  |

*2015—2019 годы — среднегодовое число, с 2020 года — на 1 января.
Средняя брутто-зарплата работника:
| Год  | 2015 | 2016  | 2017   | 2018   | 2019   | 2020   | 2021   | 2022   |
| ---- | ---- | ----- | ------ | ------ | ------ | ------ | ------ | ------ |
| Евро | 928  | ↗ 968 | ↗ 1035 | ↗ 1121 | ↗ 1171 | ↗ 1206 | ↗ 1253 | ↗ 1375 |

В 2019 году волость Алутагузе занимала 45 место по величине средней брутто-зарплаты работника среди 79 муниципалитетов Эстонии.
Число учеников в школах:
| Год  | 2015 | 2016  | 2017  | 2018  | 2019  | 2020  | 2021  | 2022  | 2023  | 2024  |
| ---- | ---- | ----- | ----- | ----- | ----- | ----- | ----- | ----- | ----- | ----- |
| Чел. | 339  | ↗ 341 | ↗ 345 | ↗ 363 | ↗ 379 | ↗ 424 | ↗ 436 | ↘ 402 | ↘ 389 | ↘ 364 |

## Инфраструктура

### Образование
В волости работают 3 детских сада (из них один — при школе) и 3 общеобразовательных учреждения: гимназия Ийзаку, основная школа Мяэтагузе и школа Иллука. Школа-детсад в Тудулинна была закрыта в 2019 году. В 2017/2018 учебном году в детсадах было 13 групп и их посещали 179 детей.
В Ийзаку работает Школа искусств. Это образовательное учреждение для детей, молодёжи и взрослых, где открыто 12 аккредитованных учебных программ: 10 — в области музыки и искусства и 2 общекультурные программы. В 2017/2018 учебном году в школе насчитывалось 65 учеников.

### Медицина и социальное обеспечение
В волости пациентов принимают 3 семейных врача: в Ийзаку, Мяэтагузе и Куремяэ. В Ийзаку и Мяэтагузе работают зубные врачи. Приём врачей-специалистов ведётся в районе Ахтме города Кохтла-Ярве (29 км от Ийзаку). Аптека также работает в Ийзаку.
Услуги социального обеспечения оказывают Алутагузеский и Ийзакуский центры по уходу. В Кийкла работает детский дом. В Тудулинна действует Заместительный дом для детей и семей, попавших в тяжёлое положение. Его основательницей является Мария Минхоф, украинка, 45 лет прожившая в Эстонии. Начало деятельности некоммерческой организации было положено в 2003 году, когда в частном доме Марии стала проживать заместительная семья с восемью детьми. В 2011 году была приобретена социальная квартира, рассчитанная на 6 детей, в 2017 году куплен дом в Раквере. Организация также предлагает семейные консультации, семейную терапию, услуги опорного лица и других профессиональных работников для создания терапевтической среды с целью развития детей в честных, трудолюбивых, заботливых и справляющихся с ежедневной жизнью людей.

### Культура, досуг и спорт
В волости есть 8 библиотек.
На территории деревни Вазавере и на берегу озера Паннъярв действует Алутагузеский центр отдыха и спорта. Спортзалы, где можно играть в баскетбол, волейбол и хоккей в зале, заниматься атлетикой есть в Ийзаку, Мяэтагузе, Иллука и Кийкла. Парки для диск-гольфа, отвечающие мировым стандартам, есть в Мяэтагузе, в Паннъярве, Кийкла и Ийзаку. Трассы для роликовых лыж и роликовых коньков есть в Ийзаку, Мяэтагузе и с Алутагузеском Центре спорта и отдыха. В Спа-центре отеля «Мыза Мяэтагузе» есть бассейн длиной 25 м и с двумя дорожками, в котором проводятся соревнования волости по плаванию, в Ийзаку есть стрелковый тир. Зимой лыжные трассы проводят в Ийзаку, Мяэтагузе и в Центре отдыха и спорта Алутагузе.
В Центре отдыха и спорта Алутагузе есть кафе с залом на 60 человек, где проводятся праздничные мероприятия, отмечаются свадьбы и дни рождения. В зале сделан хороший танцпол и небольшая эстрада для музыкантов. В Каукси на берегу Чудского озера расположена Деревня отдыха, где можно остановиться в 2—3-комнатных летних домиках в лесу и в недавно построенных домах у песчаного пляжа, там же работают кафе и бар. В 2018 год было закончен 3-й этап строительства атрактивного круглогодичного пляжного променада в Каукси. Проект его возведения был поддержан эстонским Центром государственной поддержки; он должен быть завершён 30 июня 2021 года, и его общая стоимость составляет 1 454 318 евро.

### Жилая среда, торговля и транспорт
Центральное водоснабжение и канализация есть в Ийзаку, Мяэтагузе, Тудулинна, Кийкла, Куртна и Куремяэ, на берегу Чудского озера они отсутствуют. Только водоснабжение есть в нескольких небольших деревнях. Центральное теплоснабжение есть в Ийзаку, Мяэтагузе, Тудулинна и Кийкла. Уличное освещение есть в посёлках и самых больших деревнях волости. Проблемы с мобильной связью и Интернетом имеются только на побережье Чудского озера.
Авто-заправочная станция есть в Ийзаку. Почтовые услуги предлагаются в почтовых пунктах Ийзаку, Мяэтагузе, Куремяэ, Тудулинна и Алайыэ. Магазины продуктов питания и товаров первой необходимости работают в Ийзаку, Мяэтагузе, Тудулинна, Кийкла, Куремяэ и Курта, в Ийзаку также есть магазин строительных материалов. Круглогодично открытые предприятия общественного питания есть в Ийзаку, Мяэтагузе и Куремяэ. В Ийзаку и на парковке отеля «Мыза Мяэтагузе» есть заправки для электромобилей.
В Ийзаку расположен пункт государственной спасательной команды, там же, а также в Мяэтаузе и Яама, действуют добровольческие пожарные дружины.
Жителей волости обслуживают 10 автобусных маршрутов уездного значения.

## Экономика
Наибольшее число зарегистрированных на территории волости предприятий занимаются сельским и лесным хозяйством и рыболовством. Подавляющее число предприятий имеют численность работников менее 10 человек.
В волости Алутагузе действуют крупные предприятия, зарегистрированные в других волостях, в частности, добывающие сланец акционерное общество «Eesti Energia Kaevandused» (шахта «Эстония») и паевое общество «VKG Kaevandused» (шахта «Оямаа»), добывающее торф предприятие «Tootsi Turvas» и производящее редкоземельные металлы акционерное общество «Silmet».
Крупнейшие работодатели волости по состоянию на 31 декабря 2019 года:
| Предприятие/организация | Вид деятельности                                    | Численность работников |
| ----------------------- | --------------------------------------------------- | ---------------------- |
| Alutaguse Vallavalitsus | Волостная управа; орган государственного управления | 56                     |
| Alutaguse huvikeskus    | Творческая художественная деятельность              | 48                     |
| Alutaguse Haldus OÜ     | Подача пара и кондиционирования воздуха             | 42                     |
| Mäetaguse Põhikool      | Основная школа                                      | 39                     |
| Iisaku Gümnaasium       | Гимназия                                            | 37                     |
| Mäetaguse Lasteaed      | Детский сад                                         | 27                     |

## Достопримечательности
Памятники культуры:
- церковь Тудулинна; построена в 1938—1939 годах по проекту архитектора Эугена Захариаса[эст.], принадлежит Эстонской евангелическо-лютеранской церкви;
- мыза Ментак (Мяэтагузе); главное здание мызы (господский особняк) в стиле раннего классицизма было возведено в 1796 году; в настоящее время на мызе работает гостиница со спа-центром;
- мыза Иллук (Иллука); господский особняк в стиле историзма был построен в 1888 году, с 1921 года в нём работает школа.

Другие достопримечательности:
- Пюхтицкий монастырь;
- ортодоксальная церковь Рождества Пресвятой Богородицы в Алайыэ; построена в 1888—1889 годах, архитектор Р. Кнюпфер;
- развалины городища монашеского ордена в деревне Васкнарва;
- краеведческий музей Ийзаку.

## Галерея
- Церковь Рождества Пресвятой Богородицы в Алайыэ
- Музей Ийзаку
- Деревня Васкнарва
- Развалины городища в Васкнарве
- Эстоно-американские учения в Мяэтагузе весной 2015 года

## Комментарии
1. ↑  Эстонские топонимы, оканчивающиеся на -а, не склоняются и не имеют женского рода (исключение — Нарва)[22].